# Bojków (gmina)

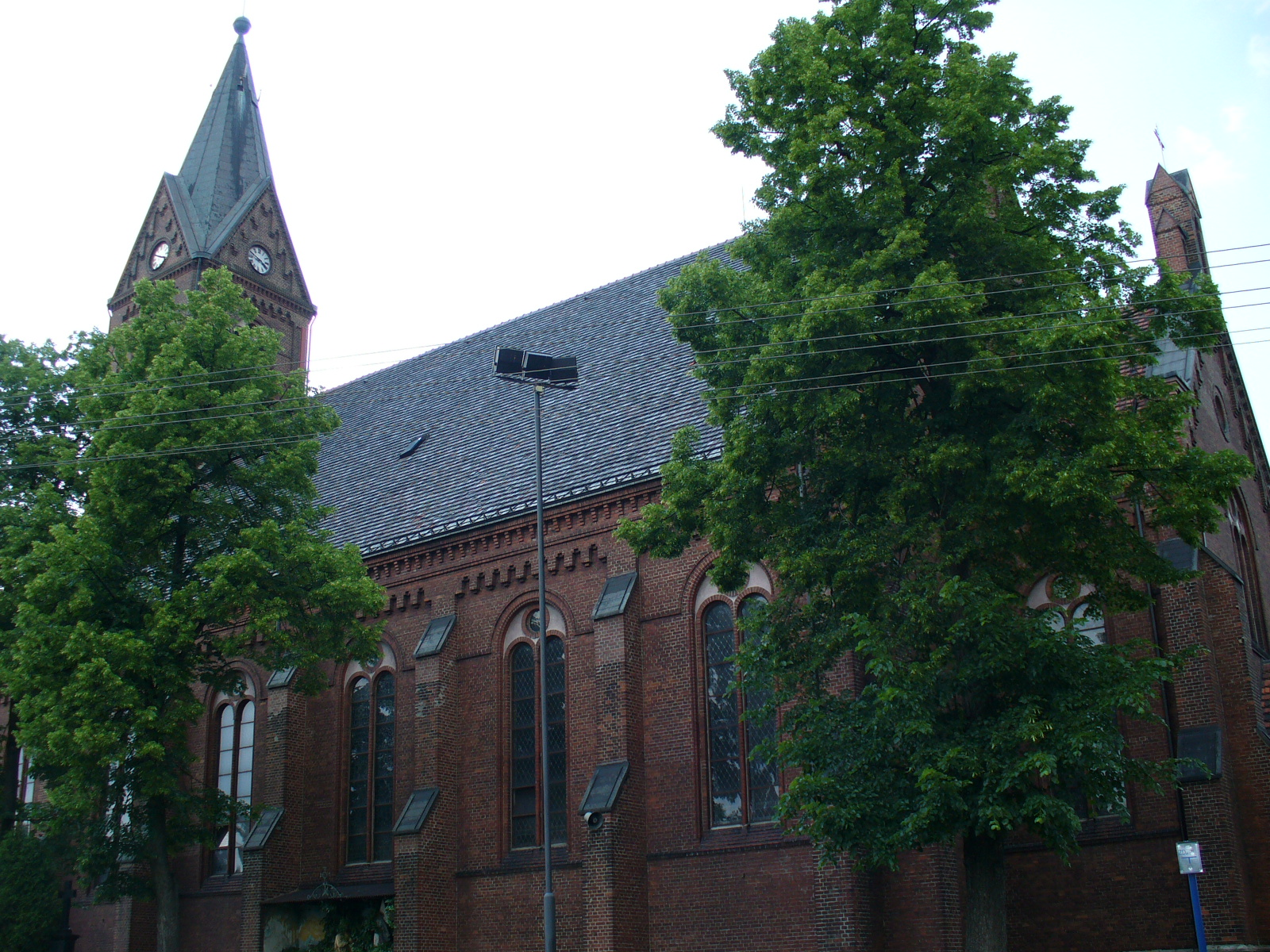
Kościół w Bojkowie

Bojków (w 1945 Szywałd; 1973–77 Żernica) – dawna gmina wiejska istniejąca w latach 1945–1954 w woj. śląskim (śląsko-dąbrowskim), katowickim i stalinogrodzkim (dzisiejsze woj. śląskie). Siedzibą władz gminy był Bojków (dawniej Szywałd; obecnie dzielnica Gliwic).
Gmina zbiorowa Szywałd (od 1946 roku Bojków) powstała po II wojnie światowej (w grudniu 1945) w powiecie gliwickim na terenie tzw. Ziem Odzyskanych (tzw. I okręg administracyjny – Śląsk Opolski), powierzonym 18 marca 1945 administracji wojewody śląskiego, a z dniem 28 czerwca 1946 przyłączonym do woj. śląskiego (śląsko-dąbrowskiego).
Według stanu z 1 stycznia 1946 gmina składała się z 6 gromad: Bojków, Leboszowice, Nieborowice, Nieborowska Kuźnia, Pilchowice i Żernica. 6 lipca 1950 zmieniono nazwę woj. śląskiego na katowickie, a 9 marca 1953 kolejno na stalinogrodzkie. Według stanu z 1 lipca 1952 gmina składała się z 6 gromad: Bojków, Kuźnia Nieborowska, Leboszowice, Nieborowice, Pilchowice i Żernica. Gmina została zniesiona 29 września 1954 wraz z reformą wprowadzającą gromady w miejsce gmin.
Jednostki nie przywrócono 1 stycznia 1973 wraz z kolejną reformą reaktywującą gminy, utworzono natomiast nową gminę Żernica, częściowo w dawnych granicach gminy Bojków. Obecnie Kuźnia Nieborowska, Leboszowice, Nieborowice, Pilchowice i Żernica należą do gminy Pilchowice, a Bojków jest jedną z dzielnic Gliwic.